# Reial Madrid Club de Futbol (femení)
El Reial Madrid Club de Futbol Femení és la secció femenina de la seva entitat matriu, el Reial Madrid Club de Futbol, i té la seu a Madrid, Espanya. Va ser registrada oficialment l'1 de juliol de 2020 amb l'objecte de la pràctica i desenvolupament d'aquest esport, després de la fusió per absorció de l'extint Club Deportivo TACON un cop aprovat pels socis compromissaris del club blanc. Competeix en la Primera Divisió de futbol femení d'Espanya.

## Història

### Els primers anys (2014-2019)
El Club Deportivo TACON va ser fundat el 12 de setembre de 2014 amb l'objectiu de ser un equip de futbol femení completament professional. El nom TACON és un acrònim de les paraules: Trabajo (treball), Atrevimiento (atreviment), Conocimiento (coneixement), Organización (organització) i Notoriedad (notorietat).
El 24 de juny de 2016, el CD Tacón va anunciar la fusió amb el Club Deportivo Canillas per incorporar els equips sènior i juvenil femenins.
Després de tres temporades a Segona Divisió, el 19 de maig de 2019, el CD Tacón va aconseguir l'ascens per primera vegada a Primera Divisió.
La Junta Directiva del Reial Madrid, el 25 de juny de 2019, va anunciar una proposta d'integració del CD Tacón com a secció de futbol femenina als seus socis. Com a part de l'acord, el CD Tacón jugaria els seus partits de la temporada 2019-20 a la Ciudad Real Madrid durant l'any de transició, amb la fusió oficialment efectuada l'1 de juliol de 2020. El 15 de setembre de 2019, l'Assemblea General Extraordinària del Real Madrid va aprovar l'absorció del club.

### Any de transició (2019-2020)
Després de l'ascens a primera divisió, el club va remodelar la gran majoria de la plantilla l'estiu del 2019 amb l'objectiu de reforçar-se per a la propera temporada. Es van incorporar jugadores de reconeguda trajectòria com les sueques Kosovare Asllani i Sofia Jakobsson, o la brasilera Thaisa Moreno.
Tot i la riquesa de talent i experiència que tenien a la seva disposició, el començament de la temporada del CD Tacón va ser complicat, en el seu partit de debut van perdre per 9-1 contra el FC Barcelona a l'Estadi Johan Cruyff. Després d'una mala ratxa amb només una victòria en nou partits, l'equip va començar a guanyar estabilitat el novembre del 2019, passant a una ratxa de cinc partits invicte.

### Naixement del Real Madrid femení (2020-present)
L'1 de juliol de 2020, el Reial Madrid va publicar un comunicat oficial confirmant la fusió per absorció del CD Tacón, tal com es va aprovar per l'Assemblea General Extraordinària de Socis Compromissaris celebrada el 15 de setembre del 2019.

## Classificacions

### Lliga
| - 2016-17: Segona Divisió (2n) - 2017-18: Segona Divisió (1r*) - 2018-19: Segona Divisió (1r*) - 2019-20: primera divisió (10è) |

 - Campionat de Lliga 
 - Ascens 
 - Descens
Nota *: va quedar campió del seu grup i perdé les semifinals pel títol de lliga.

### Copa de la Reina
| - 2016-17: No classificat - 2017-18: No classificat - 2018-19: No classificat - 2019-20: No classificat |

 - Campionat de Copa

## Instal·lacions
L'equip juga els seus partits a la Ciudad Real Madrid. Durant la temporada de transició, el CD Tacón va jugar tots els partits com a local al Camp 11 de Valdebebas. Els partits de no estaven oberts al públic general, només podien assistir-hi els membres i socis del club.